# Chiesa di Santa Maria della Lizza
La chiesa di Santa Maria della Lizza,o dell'Alizza, è una chiesa di Alezio in provincia di Lecce.
Nel XIII secolo divenne pro tempore la Cattedrale della storica Diocesi di Gallipoli, in seguito alla distruzione e all'assedio della città stessa.

## Storia
Fu edificata tra la seconda metà del XII e la prima metà del XIII secolo durante la dominazione normanna e sveva. Tuttavia, uno degli affreschi conservati all'interno, dal chiaro stile basiliano, porterebbe ad una datazione anteriore di circa due secoli. In seguito all'assedio di Gallipoli (1268-69) da parte di Carlo I d'Angiò, la chiesa fu elevata a sede episcopale e intitolata a Santa Maria de Cruciata. L'episodio è documentato da una lettera di papa Giovanni XXII che da Avignone esortava Milezio, vescovo di Gallipoli, e tutti i fedeli, a raccogliere fondi per "edificare et reconstruire" la cattedrale ad "Alicia". Venne elevata a Santuario nel 1950 dal vescovo Nicola Margiotta.

## Architettura
L'edificio presenta una pianta a croce latina, con i bracci del transetto sporgenti. L'abside è rivolta ad est. All'esterno, addossato alla facciata nord, Carlo I d'Angiò fece edificare un pronao turrito per scopi difensivi. Il pronao è aperto da archi a sesto acuto e possiede una volta costolonata con capitelli zoomorfi. 

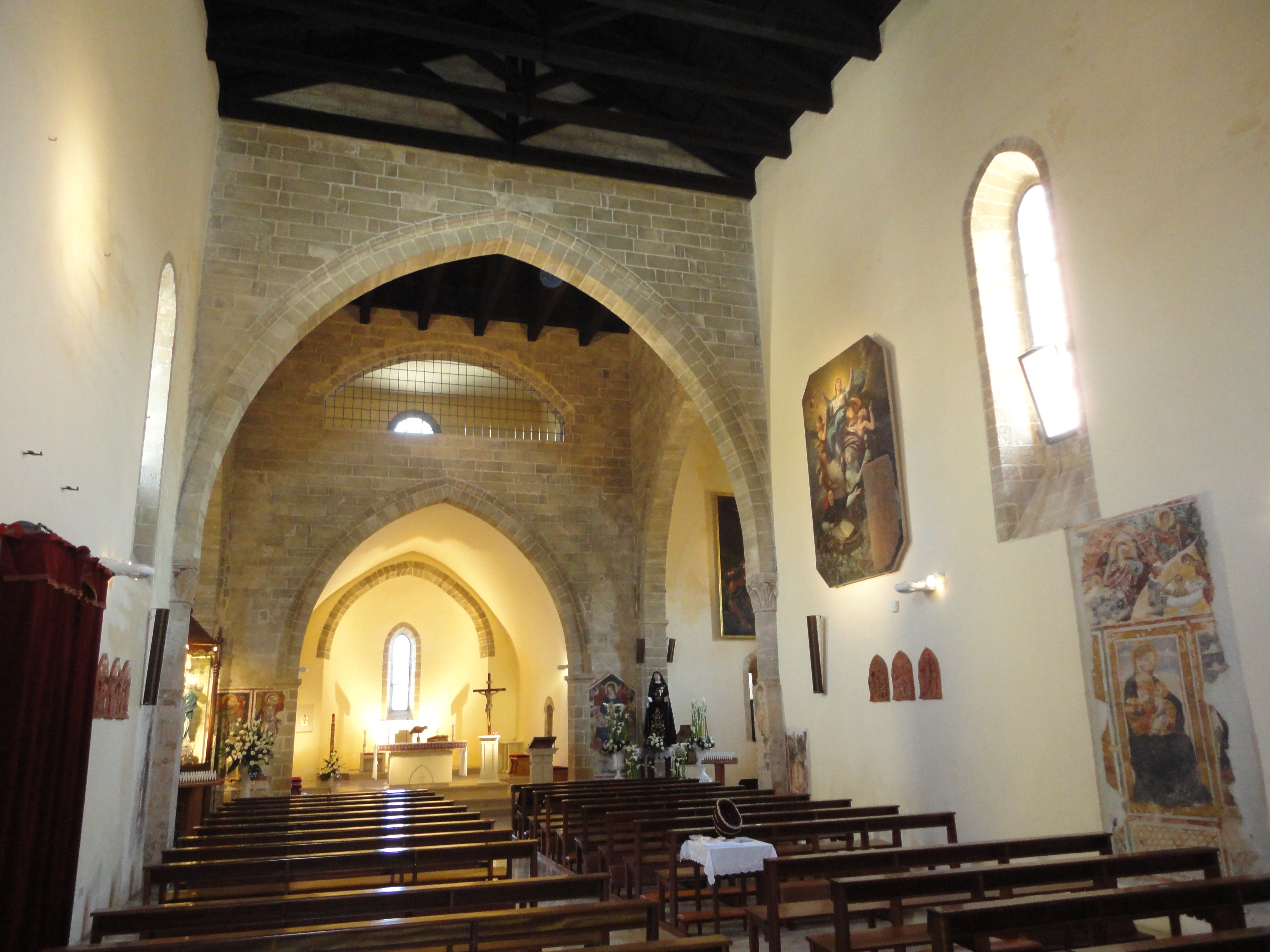
Interno

Gli affreschi conservati all'interno risalgono ad epoche diverse e possono essere raggruppati in tre fasi principali, comprese tra il XII e il XVI secolo. Sulla parete interna del transetto rivolto a sud compare il Volto di Madonna considerato l'unico elemento residuo della decorazione pittorica originaria. Gli affreschi raffiguranti sant'Elena e l'Annunciazione (entrando a sinistra), santo Stefano e il profeta Elia (transetto sud) risalgono al XIII secolo. Tra il XV e il XVI secolo vennero invece eseguiti gli affreschi restanti: sant'Antonio da Padova e santa Petronilla (transetto nord), Vergine col Bambino (transetto sud), Dormitio Virginis, Due Santi Vescovi (parete sinistra della navata), Natività e Madonna col Bambino (sulla parete opposta).
La chiesa conserva alcune tele di pregevole fattura (La Crocifissione, San Carlo Borromeo, Le Anime Sante del Purgatorio, San Francesco in Preghiera, San Pancrazio Benedicente), databili tra la fine del Cinquecento e gli inizi del Seicento, attribuite al gallipolino Gian Domenico Catalano e alla sua scuola.